# ديسولو
ديسولو، (بالإنجليزية: Desulo)‏، (سردينيا: Dèsulu) هي بلدية، في مقاطعة نوورو في إقليم سردينيا الإيطالي، وتقع على بعد حوالي 90 كم (56 ميل) إلى الشمال من كالياري، وحوالي 35 كم (22 ميل) جنوب نوورو.

## السكان
في سنة 1861 بلغ عدد السكان 2٬101 نسمة، وتطور العدد ليصل في سنة 2011 لـ 2٬465 نسمة.
يظهر هذا المخطط البياني تطور النمو السكاني لـ ديسولو